# 霍羅德基夫卡 (德羅霍貝奇區)
霍羅德基夫卡（烏克蘭語：Городківка）是烏克蘭的村落，位於該國西部利沃夫州，由德羅霍貝奇區負責管轄，始建於1948年，面積11.5平方公里，2001年人口173，人口密度每平方公里15.04人。